# Namibia en la Copa Mundial de Rugby de 2015
La Selección de rugby de Namibia fue uno de los 20 participantes de la Copa Mundial de Rugby de 2015 que se realizó en Inglaterra.
Fue la quinta participación de los Welwitschias en la Copa Mundial de Rugby.

## Plantel
El entrenador  Phil Davies seleccionó a estos 31 jugadores para la Copa del Mundo de Rugby de 2015.
| Posición       | Nombre                   | Fecha de nacimiento      | Encuentros | Club                  |
| -------------- | ------------------------ | ------------------------ | ---------- | --------------------- |
| hooker         | Torsten van Jaarsveld    | 30 de junio de 1987      | 11         | Cheetahs              |
| hooker         | Louis van der Westhuizen | 25 de febrero de 1995    | 6          | Leopards              |
| pilar          | Aranos Coetzee           | 14 de marzo de 1988      | 8          | Cheetahs              |
| pilar          | AJ de Klerk              | 19 de diciembre de 1987  | 7          | Wanderers             |
| pilar          | Jaco Engels              | 17 de diciembre de 1980  | 15         | Trustco United        |
| pilar          | Raoul Larson             | 14 de mayo de 1984       | 8          | SWD Eagles            |
| pilar          | Johnny Redelinghuys      | 2 de febrero de 1984     | 50         | Wanderers             |
| pilar          | Casper Viviers           | 1 de junio de 1988       | 15         | Trustco United        |
| segunda línea  | Tjiuee Uanivi            | 31 de diciembre de 1990  | 14         | Sin club              |
| segunda línea  | Janco Venter             | 19 de septiembre de 1994 | 11         | Maties                |
| ala            | Renaldo Bothma           | 18 de septiembre de 1989 | 10         | Toyota Verblitz       |
| ala            | Jacques Burger (c.)      | 29 de julio de 1983      | 38         | Saracens              |
| ala            | Wian Conradie            | 14 de octubre de 1994    | 3          | Johannesburg Uni.     |
| ala            | Tinus du Plessis         | 20 de mayo de 1984       | 48         | Wanderers             |
| ala            | Rohan Kitshoff           | 13 de septiembre de 1985 | 26         | Durbanville-Bellville |
| N.º 8          | Leneve Damens            | 30 de mayo de 1993       | 5          | Wanderers             |
| N.º 8          | PJ van Lill              | 4 de diciembre de 1983   | 43         | Bayonne               |
| medio scrum    | Eniell Buitendag         | 21 de junio de 1989      | 15         | Wanderers             |
| medio scrum    | Eugene Jantjies          | 8 de octubre de 1986     | 48         | Dinamo București      |
| medio scrum    | Damian Stevens           | 2 de junio de 1995       | 4          | Ikey Tigers           |
| medio apertura | Theuns Kotzé             | 16 de julio de 1987      | 29         | Bourge-en-Bresse      |
| centro         | Darryl de la Harpe       | 2 de octubre de 1986     | 29         | Western Suburbs       |
| centro         | Johan Deysel             | 26 de septiembre de 1991 | 12         | Leopards              |
| centro         | JC Greyling              | 21 de junio de 1991      | 10         | Trustco United        |
| centro         | Danie van Wyk            | 30 de marzo de 1986      | 15         | Trustco United        |
| wing           | Conrad Marais            | 26 de abril de 1989      | 10         | Béziers               |
| wing           | David Philander          | 4 de enero de 1987       | 26         | Spotswood United      |
| wing           | Heinrich Smit            | 21 de noviembre de 1990  | 13         | NWU Pukke             |
| wing           | Russell van Wyk          | 12 de agosto de 1990     | 7          | Western Suburbs       |
| zaguero        | Chrysander Botha         | 13 de julio de 1988      | 38         | Exeter Chiefs         |
| zaguero        | Johan Tromp              | 23 de diciembre de 1990  | 22         | Wanderers             |

## Partidos de preparación
- Namibia participó en la Nations Cup 2015 como preparación al torneo.

| 12 de junio | Namibia | 10 - 30 | Argentina XV |  |  |
|             |         | Reporte |              |  |  |

| 17 de junio | Rumania | 43 - 3  | Namibia |  |  |
|             |         | Reporte |         |  |  |

| 21 de junio 17:00 | España | 20 - 3  | Namibia |  |  |
|                   |        | Reporte |         |  |  |

## Participación

### Grupo C
| Posición | Selección     | Partidos | Partidos | Partidos  | Partidos | Tries a favor | Tantos  | Tantos    | Tantos     | Puntos extra | Puntos |
| Posición | Selección     | jugados  | ganados  | empatados | perdidos | Tries a favor | a favor | en contra | diferencia | Puntos extra | Puntos |
| -------- | ------------- | -------- | -------- | --------- | -------- | ------------- | ------- | --------- | ---------- | ------------ | ------ |
| 1        | Nueva Zelanda | 4        | 4        | 0         | 0        | 25            | 174     | 49        | 125        | 3            | 19     |
| 2        | Argentina     | 4        | 3        | 0         | 1        | 22            | 179     | 70        | 109        | 3            | 15     |
| 3        | Georgia       | 4        | 2        | 0         | 2        | 5             | 53      | 123       | -70        | 0            | 8      |
| 4        | Tonga         | 4        | 1        | 0         | 3        | 8             | 70      | 130       | -60        | 2            | 6      |
| 5        | Namibia       | 4        | 0        | 0         | 4        | 8             | 70      | 174       | -104       | 1            | 1      |

| 24 de septiembre de 2015 | Nueva Zelanda | 58 - 14 (34-6) | Namibia                                            | Olympic Stadium, Londres,                                          |                                                                    |
| 20.00h (GMT)             | Tries: Vito 6'c Milner-Skudder 10', 40' Fekitoa 21'c Barrett 31'c Savea 47'c, 75' Smith 61' Taylor 79'c Conversiones: Barrett (5/9) Penales: Barrett 5' | Reporte        | Tries: Deysel Jnr 51' Penales: Kotzé 14', 23', 44' | Asistencia: 51.820 espectadores Árbitro(s): Romain Poite (Francia) | Asistencia: 51.820 espectadores Árbitro(s): Romain Poite (Francia) |

| 29 de septiembre de 2015 | Tonga                                                                                                 | 35 - 21 (22-7) | Namibia                                                       | Sandy Park, Exeter,                                                      |                                                                          |
| 16.45h GMT               | Tries: Veainu 6'c, 55' Ram 12', 45' Fosita 25'c Conversiones: Lilo (2/5) Penales: Lilo 35' Morath 73' | Reporte        | Tries: Tromp 18'c Burger 49'c, 67'c Conversiones: Kotzé (3/3) | Asistencia: 10.103 espectadores Árbitro(s): Glen Jackson (Nueva Zelanda) | Asistencia: 10.103 espectadores Árbitro(s): Glen Jackson (Nueva Zelanda) |

| 7 de octubre de 2015 | Namibia                                                                 | 16 - 17 (6-0) | Georgia                                                                                            | Sandy Park, Exeter,                                                 |                                                                     |
| 20.00h GMT           | Tries: Kotze 61'c Conversiones: Kotze (1/1) Penales: Kotze 2', 18', 70' | Reporte       | Tries: Gorgodze 50'c Malaguradze 55'c Conversiones: Kvirikashvili (2/2) Penales: Kvirikashvili 68' | Asistencia: 11 156 espectadores Árbitro(s): George Clancy (Irlanda) | Asistencia: 11 156 espectadores Árbitro(s): George Clancy (Irlanda) |

| 11 de octubre de 2015 | Argentina | 64 - 19 (36-7) | Namibia | Leicester City Stadium, Leicester,                                   |                                                                      |
| 12.00h (GMT)          | Tries: Juan Martín Hernández 7' Matías Moroni 19' Horacio Agulla 24' Facundo Isa 36' Lucas Noguera Paz 40' Matías Alemanno 49' Leonardo Senatore 64' Julián Montoya 69' Tomas Cubelli 74' Conversiones: Santiago González Iglesias (4/5) Juan Pablo Socino (4/4) Penales: Santiago González Iglesias 12' | Reporte        | Tries: Johan Tromp 13' JC Greyling 46' EA Jantijes 82' Conversiones: Theuns Kotze (2/2) JH Redelinghuys (0/1) | Asistencia: 30 198 espectadores Árbitro(s): Pascal Gaüzère (Francia) | Asistencia: 30 198 espectadores Árbitro(s): Pascal Gaüzère (Francia) |